# Eclecticus eclecticus
Eclecticus eclecticus är en kräftdjursart som beskrevs av Lowry och Helen E. Stoddart 1997. Eclecticus eclecticus ingår i släktet Eclecticus och familjen Lysianassidae. Inga underarter finns listade i Catalogue of Life.